# هوستوميل (محافظة كييف)
هوستوميل (Гостомель) هي بلدة من النمط المدني في محافظة كييف في أوكرانيا.
يبلغ عدد سكانها حوالي 11903 نسمة.